# Quinn Porter
(en) Statistiques sur pro-football-reference
Quinn Porter (né le 2 février 1986 à Los Angeles) est un joueur de football américain évoluant au poste de running back.
Jouant dès l'université au football américain, Porter s'inscrit pour le draft de 2010 de la NFL mais il n'est choisi par aucune équipe, s'inscrivant sur la liste des agents libres. Il signe d'abord avec les Packers de Green Bay, jouant avec la réserve mais il est libéré par la franchise du Wisconsin avant le début de la saison et signe avec les Browns de Cleveland intégrant une nouvelle fois l'équipe d'entrainement.
Le 14 septembre 2011, il signe avec l'équipe des Rams de Saint-Louis où il joue régulièrement. L'année suivante il s'aligne avec les Argonauts de Toronto de la Ligue canadienne de football.